# Gabriele Greco (musicista)
Gabriele Greco (Roma, 9 maggio 1984) è un bassista, contrabbassista, pianista e tastierista italiano.
Oltre a far parte della sua band, dal 2008 Greco è legato sentimentalmente alla cantante Noemi. Il 20 luglio 2018 i due si sposano a Roma nella basilica di San Lorenzo in Lucina.

## Biografia
Gabriele Greco inizia lo studio del pianoforte a 10 anni, diplomandosi poi in solfeggio al Conservatorio Santa Cecilia di Roma. A 16 anni inizia lo studio del basso elettrico frequentando varie scuole romane tra cui la Scuola Popolare di Musica di Testaccio conseguendo successivamente il diploma in strumento presso il Saint Louis College of Music. In contemporanea inizia lo studio del contrabbasso in ambito classico e jazz e frequenta vari seminari nazionali ed internazionali, tra i quali si ricordano in particolare i seminari tenuto dai maestri Paolo Costa, Jeff Berlin e Alain Caron. Tra gli insegnanti di Gabriele si ricordano in particolare Gaetano Ferrara, Marco Siniscalco, Valerio Serangeli, Pietro Ciancaglini, Stefano Nunzi e Tiberio Ripa. Nel 2002 si diploma presso il liceo scientifico Aristotele di Roma. Successivamente si iscrive all'Università degli Studi Roma Tre dove si laurea a pieni voti in scienze politiche; parallelamente prende parte ad alcuni seminari tenuti presso la Berklee College of Music e l'Umbria Jazz.
Tra il 2007 e il 2009 ha fatto parte del gruppo musicale "Mambo 24" con cui ha partecipato anche al Festival latinoamericano "Fiesta!". Nel 2008 insieme al pianista Andrea Spurio e al batterista di Rita Marcotulli, Davide Pentassuglia, forma un trio: "Andrea Spurio Trio".
Sempre nel 2008 viene chiamato per sostituire lo storico bassista della band di Noemi; nello stesso periodo i due iniziano una relazione sentimentale, oltre che professionale. Il 20 luglio 2018 Noemi e Gabriele si sposano a Roma nella basilica di San Lorenzo in Lucina.
In questi anni inoltre suona, oltre che in Italia, anche in vari Paesi europei, soprattutto Francia, Paesi Bassi, Belgio e Grecia. Diventa insegnante di musica presso la Timba di Roma e collabora inoltre con artisti come Aldo Bassi, NG La Banda e Bamboleo.
Nel 2009 è in tournée in Grecia con l'Orchestra Latina "Pepito" con musicisti cubani e spagnoli. Nello stesso anno prende parte a vari spettacoli teatrali di Dado; mentre l'anno successivo collabora con Rossana Casale, Niccolò Fabi, Raiz, Almamegretta, Awa Ly, Esha, Tasha Rodriguez, Diaspora Bande e Gabin Dabirè per il "Miriam Makeba Tribute".
Nello stesso anno forma un nuovo trio, il "Gianluigi Clemente Trio", con Gianluigi Clemente al piano e Carlo Battisti alla Batteria che varie volte si esibiscono in tributi a Michel Petrucciani. Il trio inoltre si esibisce al "Watoto Festival" dove accompagna anche Noemi e Fiorella Mannoia.
Nella primavera del 2010 diventa membro ufficiale della band di Noemi nel ruolo di bassista e contrabbassista, prende così parte alla seconda parte del Sulla mia pelle tour. Nell'estate del 2010 suona anche al Palasport Olimpico di Torino in quanto Noemi ha fatto da apri concerto al Tour Europe indoor di Vasco Rossi.
Nello stesso anno forma un nuovo trio, il "Karri Luhtala Trio", con il pianista finlandese Karri Luhtala e il batterista italiano Riccardo Toni, trio che alcune volte si esibisce insieme a Noemi e Michael Rosen. Il trio si esibisce in Italia, in Finlandia e nei Paesi Bassi.Con questo trio nell'ambito di "Atina Jazz" vince il premio come "Miglior Trio Jazz" e si classifica secondo al "Demo Jazz Award 2010".
Parallelamente entra a far parte del trio "The Soul Jazz Impact Trio" e del quintetto Leonardo Cesari Jazz Combo. Con Leonardo Cesari incide Lullabies for E.T. Children, album che viene pubblicato il 13 maggio 2010; nell'album Gabriele, oltre a fare da contrabbassista, apre il disco con una sua rivisitazione di Poljuško Pole. Progetto affine è Message Combo con cui incide l'EP All I Need, pubblicato il 13 dicembre 2010 con la collaborazione di Sarah Corbò. Il brano Free con il featuring di Sarah Corbò viene incluso anche nelle raccolte The Louge Room (A Funky Juice Salection) e Mojito Lounge (Selected Beach Lounge Tunes).
Con il Leonardo Cesari Jazz Combo incide l'album Chasing the Beat, pubblicato il 12 maggio 2011. Effort of the Child, brano contenuto nell'album, viene inserito anche nella compilation Route To Latin Jazz, Vol. 2.
Tra giugno 2011 e gennaio 2012 parte in tournée con Noemi per la prima parte del RossoNoemi tour, esibendosi quindi anche durante l'Heineken Jammin' Festival 2011, nelle date del Vasco Live Kom '011 di Vasco Rossi tenutesi presso lo Stadio San Siro di Milano e lo Stadio Olimpico di Roma, e durante la 717ª edizione della Perdonanza Celestiniana.
Nel 2011 entra a far parte di un quartetto jazz: "Oliviero - Pozzovio Quartet". Nel novembre sempre 2011 prende anche parte alla 35ª edizione del Roma Jazz Festival, nello stesso mese prende parte al progetto "Il sapere nei sapori in musica". Sempre nel 2011 forma i "Tube Machine Trio", gruppo soul, jazz e funk dalle venature blues. Parallelamente a questo progetto Gabriele fonda i "Ray's Time (is the Right Time)", nome ispirato a Night Time Is the Right Time di Ray Charles, artista a cui la band fa spesse volte omaggio.
Dal 2012 insegna basso e contrabbasso presso il "Toll Cube", studio di registrazione e scuola di musica di Roma. Nello stesso anno è impegnato anche come bassista nei concerti di Diana Winter, cantante che poi entrerà a far parte del "Team Noemi" durante la prima edizione di The Voice of Italy.
Il 14 marzo 2012 viene pubblicato, per la Sony Music, il videoclip di Sono solo parole, singolo sanremese di Noemi, in cui Gabriele interpreta se stesso nelle vesti di bassista. Il 22 marzo 2012 parte in tournée con Noemi per la seconda parte del RossoNoemi tour, tournée conclusasi il 27 settembre dello stesso anno.
Il 28 maggio 2012 viene pubblicato, per la Sony Music, il videoclip di In un giorno qualunque, singolo di Noemi, in cui Gabriele interpreta se stesso nelle vesti di bassista.
Il 18 settembre 2012 viene pubblicato per la Sony Music il primo album live di Noemi intitolato RossoLive in cui Gabriele suona in 23 brani tra cui i singoli Briciole, L'amore si odia, Vuoto a perdere, Sono solo parole, Per tutta la vita, In un giorno qualunque, Odio tutti i cantanti, Poi inventi il modo, e le cover Altrove, La cura, Valerie, Quello che e Damn Your Eyes. Nell'album Gabriele accompagna inoltre Noemi e Fiorella Mannoia nell'esibizione a duetto di L'amore si odia. Nell'album inoltre sono presenti due contenuti di video live quali Briciole e L'amore si odia.
Nel 2013 Gabriele entra a far parte, in Italia, del "Fatimah Provillon Quartet" come contrabbassista. In Gran Bretagna entra a far parte dei "The Snare", dei "Eli & La Evolución", del "Marta Capponi Jazz Quartet", dei "Valentina CX" e del "Giulio Romano Trio" con cui pubblica l'omonimo EP. Sempre in Gran Bretagna entra a far parte anche del gruppo "Wara" con cui pubblica l'album Leave to Remain e di cui viene pubblicato l'omonimo video musicale ufficiale a cui prende parte. Sempre nel 2013 Noemi è stata impegnata con il RossoLive tour, tournée svoltasi tra l'Italia e la Gran Bretagna, e che ha visto la presenza in alcune date di Sarah Jane Morris; Gabriele è stato impegnato quindi come bassista e contrabbassista. Inoltre, sempre in terra inglese ha svolto concerti per suo conto, ha partecipato al Glastonbury Festival e a varie jam session. Nel 2014 ha preso parte al Made in London Tour di Noemi, svoltosi tra l'Italia, la Svizzera e San Marino.
Nel 2015 suona con gli Stadio nella rassegna "Note italiane" e suona anche per Anastacia nell'evento "The Children for Peace" in Italia.
Nel 2016 suona nell'album Cuore d'artista di Noemi e prende parte ai tour di Noemi Noemi Live tour 2016 che tocca oltre all'Italia anche la Spagna e il tour italiano Cuore d'artista nei club tour.
Nel 2017 accompagna, come tastierista, Mario Venuti alla quinta edizione del Summer Festival. L'anno successivo suona per Noemi durante La luna tour, che oltre l'Italia tocca anche la Svizzera.

## Discografia

### Album studio
- 2010 - Lullabies for E.T. Children di Leonardo Cesari
- 2011 - Chasing the Beat dei Leonardo Cesari Jazz Combo
- 2013 - Leave to Remain dei Wara
- 2016 - Cuore d'artista di Noemi

### Album live
- 2012 - RossoLive di Noemi

### EP
- 2010 - All I Need dei Message Combo
- 2013 - Giulio Romano Trio del Giulio Romano Trio

### Videografia

#### Video musicali
In cui vi è la partecipazione di Gabriele
- 2012 - Sono solo parole di Noemi
- 2012 - In un giorno qualunque di Noemi
- 2013 - Leave to Remain degli Wara

#### Contenuti video
In cui vi è la partecipazione di Gabriele
- 2012 - Briciole live: video live contenuto in RossoLive di Noemi
- 2012 - L'amore si odia live: video live contenuto in RossoLive di Noemi

## Riconoscimenti
- 2010 - "Miglior Trio Jazz" all'"Atina Jazz" con i "Karri Luhtala Trio"[14]
- 2010 - "Demo Jazz Award 2010" all'"Atina Jazz" con i "Karri Luhtala Trio"[15]

## Artisti con cui ha collaborato
Di seguito vengono riportato i principali artisti con cui ha collaborato.
- Noemi
- Fiorella Mannoia
- Diana Winter
- Leonardo Cesari
- Leonardo Cesari Jazz Combo (membro del gruppo)
- Message Combo (membro del gruppo)
- Paolo Costa
- Jeff Berlin
- Alain Caron
- Aldo Bassi
- NG La Banda
- Bamboleo
- Dado
- Rossana Casale
- Niccolò Fabi
- Raiz
- Almamegretta
- Awa Ly

## Tour e festival
Come membro della band
- 2008 - Noemi band in tour di Noemi:  Italia
- 2009 - In tournée con l'Orchestra Latina "Pepito":  Grecia
- 2009 - Spettacoli teatrali di Dado:  Italia
- 2010 - Sulla mia pelle tour (seconda parte) di Noemi:  Italia -  Slovenia
- 2010 - Tour Europe indoor di Vasco Rossi - apri concerto Noemi:  Italia
- 2011/2012 - RossoNoemi tour (prima parte) di Noemi:  Italia
- 2011 - Heineken Jammin' Festival 2011 per Noemi:  Italia
- 2011 - Vasco Live Kom '011 di Vasco Rossi - apri concerto Noemi:  Italia
- 2011 - 717ª edizione della Perdonanza Celestiniana per Noemi:  Italia
- 2012 - RossoNoemi tour (seconda parte) di Noemi:  Italia
- 2012 - Diana Winter Tour di Diana Winter:  Italia
- 2013 - RossoLive tour di Noemi:  Italia -  Regno Unito
- 2014 - Made in London Tour di Noemi:  Italia -  San Marino -  Svizzera
- 2015 - rassegna "Note italiane" con gli Stadio:  Italia
- 2015 - evento "The Children for Peace" per Anastacia:  Italia
- 2016 - Noemi Live tour 2016 di Noemi:  Italia -  Spagna
- 2016 - Cuore d'artista nei Club tour di Noemi:  Italia
- 2017 - Summer Festival quinta edizione per Mario Venuti:  Italia
- 2018 - La luna tour di Noemi:  Italia -  Svizzera

Da solista
- Esibizioni in vari anni in:  Italia -  Grecia -  Belgio -  Paesi Bassi -  Francia -  Regno Unito
- 2010 - Miriam Makeba Tribute:  Italia
- 2011 - Roma Jazz Festival:  Italia
- 2013 - Glastonbury Festival:  Regno Unito

Come membro del gruppo
Di seguito sono elencati i gruppi di cui fa o ha fatto parte e le nazioni dove si sono esibiti
- "Mambo 24":  Italia
- "Festival latinoamericano "Fiesta!"" con i Mambo 24:  Italia
- "Andrea Spurio Trio" :  Italia
- "Gianluigi Clemente":  Italia
- "Watoto Festival" con il "Gianluigi Clemente Trio":  Italia
- "Karri Luhtala Trio":  Italia -  Finlandia -  Paesi Bassi
- "Atina Jazz" con il "Karri Luhtala Trio":  Italia
- Message Combo:  Italia
- Leonardo Cesari Jazz Combo:  Italia
- "The Soul Jazz Impact Trio":  Italia
- "Oliviero - Pozzovio Quartet":  Italia
- "Tube Machine Trio":  Italia
- "Ray's Time (is the Right Time)":  Italia
- "Fatimah Provillon Quartet":  Italia
- "The Snare":  Regno Unito
- "Giulio Romano Trio":  Regno Unito
- "Wara":  Regno Unito
- "Marta Capponi Jazz Quartet":  Regno Unito
- "Valentina CX":  Regno Unito
- "Eli & La Evolución":  Regno Unito